# Винипесоки (језеро)
Винипесоки (енгл. Lake Winnipesaukee) је језеро у Сједињеним Америчким Државама. Налази се на територији америчке савезне државе Њу Хемпшир. Површина језера износи 184 km².